# Beto Rockefeller
Beto Rockefeller fue una telenovela argentina producida y emitida para Canal 13 en 1971. La historia se basó en la telenovela brasileña Beto Rockfeller, escrita por Bráulio Pedroso y adaptada por Ana Rivas.
Fue protagonizada por Raúl Aubel y Dorita Burgos, además contó con las participaciones estelares de la primera actriz Eva Franco, Gustavo Rozas y Perla Santalla.

## Argumento
Alberto es un vendedor de zapatos de clase media baja, que sueña con tener una mejor vida. Por lo que decide hacerse pasar por un hombre llamado "Beto Rockefeller", primo de un magnate estadounidense.
Bajo dicha identidad, Alberto logra infiltrarse en la alta sociedad. Sin embargo, su plan es descubierto por Renata, una joven cuya familia quedó en bancarrota. Ella decide guardar el secreto, mientras él hace todo lo posible por no ser descubierto.
Al principio ambos se odian, pero con el paso del tiempo, ese odio se va transformando en amor.

## Elenco
- Raúl Aubel - Alberto Bracho / Beto Rockefeller
- Dorita Burgos - Renata
- Eva Franco
- René Oliver
- Gustavo Rozas
- Perla Santalla

## Equipo de producción
- Historia: Bráulio Pedroso
- Adaptación: Ana Rivas
- Dirección: Roberto Denis
- Productor: Jacinto Pérez Heredia

## Versiones
- Beto Rockfeller: Telenovela brasileña realizada por Rede Tupi en 1968, dirigida por Lima Duarte y Walter Avancini, y protagonizada por Luis Gustavo y Bete Mendes.